# Grijskopjufferduif
De grijskopjufferduif (Ptilinopus hyogastrus) is een vogel uit de familie Columbidae (duiven).

## Verspreiding en leefgebied
Deze soort komt voor op de noordelijke Molukken van Morotai tot Batjan.